# 鳥居信元
鳥居 信元（とりい のぶもと、生年不詳 - 元亀3年12月22日（1573年1月25日））は、戦国時代の武将。通称四郎左衛門 。

## 略歴
元亀3年（1572年）12月、三方ヶ原の戦いで成瀬正義と互いに討死する事を約束し、勇を争い共に首を挙げた。その後再び敵中に入り討死したとされる 。